# Nesticus potreiro
Espèce
Nesticus potreiro est une espèce d'araignées aranéomorphes de la famille des Nesticidae.

## Distribution
Cette espèce est endémique du Brésil. Elle se rencontre au Rio Grande do Sul et au Paraná.

## Description
Le mâle holotype mesure 3,07 mm et la femelle paratype 3,56 mm.

## Étymologie
Son nom d'espèce lui a été donné en référence au lieu de sa découverte, Potreiro Velho.

## Publication originale
- Ott & Lise, 2002 : On Nesticus from meridional South America (Araneae, Nesticidae). Iheringia, Série Zoologia, vol. 92, no 4, p. 59-71 (texte intégral).